# Vermeer (Computerspielreihe)
Vermeer ist eine Computerspiel-Serie aus drei Wirtschaftssimulations- und Strategiespielen. Das erste Spiel stammt vom deutschen Spieleentwickler Ralf Glau und erschien 1987 bei Ariolasoft.
Der Name erinnert an den niederländischen Maler Jan Vermeer van Delft und in der Ursprungsversion erschien zum Spieltitel am Bildschirm eine Grafik, die an dessen berühmtes Werk „Das Mädchen mit dem Perlenohrgehänge“ erinnert. Im Spielgeschehen steht der Name jedoch für einen fiktiven Kunstfälscher namens Vico Vermeer.
Das Original gilt gemeinsam mit dem ebenfalls von Ralf Glau entwickelten Hanse als Meilenstein der Spieleentwicklung in Deutschland und diente im Bereich Handels- und Wirtschaftssimulation als Vorbild für eine ganze Reihe auch noch viele Jahre später entwickelter Spiele. Nicht zuletzt durch die erfolgreiche Vermarktung des Publishers, einem aus dem Schallplattenlabel Ariola hervorgegangenen Tochterunternehmen des Bertelsmann-Konzerns, erreichte der Titel einen sehr hohen Bekanntheitsgrad.
Zehn Jahre später erschien ein Remake mit dem Titel Vermeer: Die Kunst zu erben und zuletzt kam im Jahr 2004 eine technisch modernisierte Neuauflage unter dem Namen Vermeer 2: The Great Art Race auf den Markt.

## Spielgegenstand und Spielziel

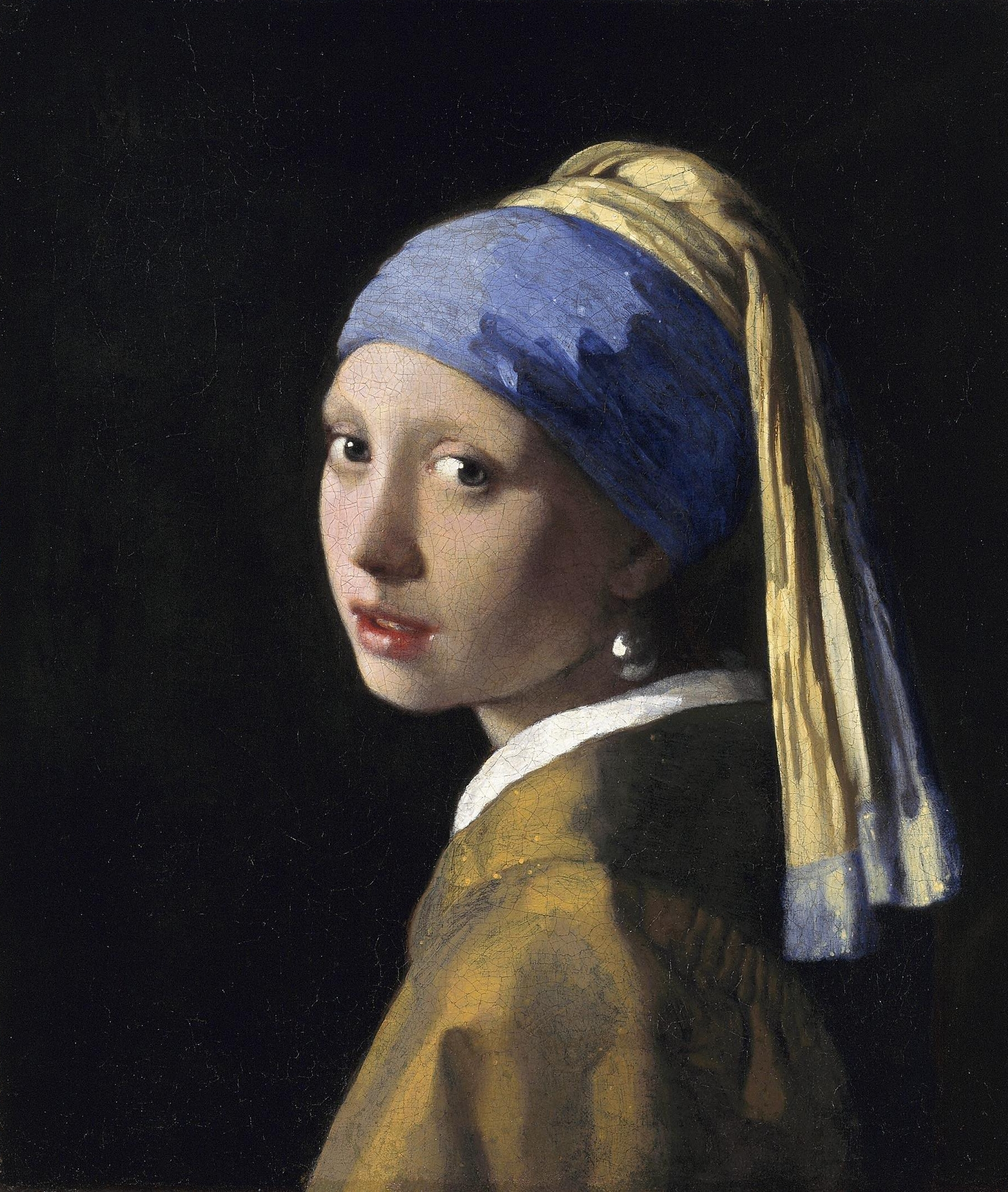
Das Mädchen mit dem Perlenohrgehänge

Die Handlung spielt in den 20er-Jahren des 20. Jahrhunderts. Das Spiel ist sowohl im Einzel- als auch im Mehrspielermodus spielbar. Vermeer erlaubt bis zu vier Spieler, Vermeer 2: The Great Art Race bis zu fünf. Jeder Spieler hat die Aufgabe, die in den Wirren des Ersten Weltkriegs verloren gegangene Gemäldesammlung seines betagten und sterbenskranken Onkels, dem Berliner Kunstsammler Walter von Grünschild, wiederzubeschaffen. Erbe seines Vermögens und Firmenimperiums soll derjenige werden, dem es gelingt, das zur Verfügung gestellte Startkapital durch geschicktes Wirtschaften als Plantagenbesitzer in Übersee so weit zu vermehren, dass er damit auf Gemälde-Auktionen weltweit die nach und nach wieder auftauchenden Werke ersteigern kann.

## Spielverlauf
Als wichtigste Einnahmequelle steigt der Spieler in den Anbau und anschließenden Handel mit Kolonialwaren ein. Hierzu erwirbt man auf der ganzen Welt Grundbesitz für bis zu vierundzwanzig Plantagen zum Anbau von Kaffee, Kakao, Seide, Tee oder Tabak und verkauft die produzierte Ernte dann an den großen Handelsplätzen in London und New York. Auch Waren-Termingeschäfte mit einzelnen Abnehmern sind möglich. Daneben lassen sich Einnahmen durch Aktien- und Devisen-Handel erzielen und es besteht die Möglichkeit, Geld auf der Pferderennbahn zu gewinnen.
Mit dem erwirtschafteten Vermögen können nach und nach insgesamt 40 zur ehemaligen Sammlung des Onkels zählende Gemälde auf Auktionen zurückersteigert werden. Verfügt ein Spieler nicht über ausreichende Kunstkenntnisse, kann er aber leicht auch einer Kunstfälschung aufsitzen. Vor allem sind zahlreiche täuschend echte Reproduktionen des Kunstfälschers Vico Vermeer im Umlauf. In der Endabrechnung sind natürlich nur mit echten Bildern sichere Punkte zu erzielen. Bilder des Fälschers Vico Vermeer werden vom Onkel aber akzeptiert, solange keiner der anderen Spieler das zugehörige Original vorlegen kann. Um gegnerische Spieler nicht darauf aufmerksam zu machen, auf welche Bilder man es selbst abgesehen hat, kann man sich in Auktionen auch durch einen Mittelsmann vertreten lassen.
Die Weltwirtschaftskrise und zahlreiche andere unvorhergesehene Ereignisse machen dem Spieler zu schaffen oder bieten Chancen und bringen ihm Glück. Zahlreiche Gimmicks lockern das Spiel auf.

## Versionen

### Vermeer (das Original)
Die erste Version erschien 1987 für Commodore 64 auf Diskette und Kassette. Maßgebliche Beteiligte waren neben Ralf Glau auch Paul Förterer und Andreas Kemnitz für die Programmierung. Es folgte noch im gleichen Jahr eine Version für Schneider/Amstrad CPC. 1988 kamen dann Versionen für Amiga, Atari ST und PC auf den Markt. Dem Spiel lag ein ausführliches Handbuch und kleine Drucke der spielentscheidenden Gemälde bei.
Die Reaktionen der Spielefachzeitschriften waren recht unterschiedlich. Aktueller Software Markt räumte zwar ein, die Grafik sei „mickrig“, zeigte sich aber insgesamt mit einer Wertung von 10/12 Punkten von diesem „Superspiel“ hellauf begeistert. In der Spiele-Beilage der Happy Computer schnitt die Version für MS-DOS jedoch mit 45 und die Atari-ST-Version sogar mit lediglich 37 von 100 Punkten deutlich schlechter ab. Es sei zwar ein solides, aber ziemlich „simples Handelsspiel“ und der Spielablauf sei „nach einiger Zeit ein wenig monoton“. Die Kritiker der Zeitschrift räumten allerdings ein, allgemein nur wenig für Wirtschaftssimulationen übrig zu haben.

### Vermeer: Die Kunst zu erben
Es vergingen fast zehn Jahre, bis dann 1997 mit Vermeer: Die Kunst zu Erben das erste Remake bei Ascaron für Windows 95 auf CD-ROM erschien.
PowerPlay vergab auch für diese Ausgabe nur eine Wertung von 44 % (Multiplayer 49 %) und ergänzte zu ihrer allgemein kritischen Grundhaltung gegenüber dem Genre, auch in dessen Rahmen sei die Neuauflage von Vermeer „Mittelmaß“ und dessen Musik und Grafik zu einfallslos.

### Vermeer 2: The Great Art Race
Nach weiteren sieben Jahren erschien im Jahr 2004 die modernisierte Neuauflage Vermeer 2: The Great Art Race, ebenfalls bei Ascaron auf CD-ROM für Windows.
Als Veränderung zum Originalspiel kam hier die Möglichkeit hinzu, für die sechs im Spiel vertretenen Kunstrichtungen jeweils einen Fortbildungskurs zu absolvieren, mit dessen Hilfe der Spieler auf dem jeweiligen Gebiet zum Kunstexperten werden kann. Eine der Packung beiliegende Rot-Grün-Brille ermöglichte im Anschluss die Identifikation der auf dem Bildschirm angezeigten Gemälde als Fälschungen und schützte gleichzeitig den Hersteller vor zu weiter Verbreitung durch Raubkopierer.
Die Zeitschrift PC Games kritisierte, das Spiel habe zwar zeitgemäßere, aber – so wie das Original – eine biedere Optik und erneut zu lange Wartezeiten zwischen den Schiffs- oder Bahnreisen. In Erinnerung an den Kultstatus des inhaltsgleichen Ur-Spiels erhielt es aber dann noch 61 %.